# Dardània (Anatòlia)
La Dardània (en grec antic: Δαρδανία) fou un territori de la Tròada amb capital a la ciutat de Dàrdan, esmentada particularment en la mitologia i poblada pels dàrdans. La seva situació no coincideix amb la indicada per les fonts històriques.
Harry Thurston Peck, al Harper's Dictionary of Classical Antiquity de 1898, defineix la Dardània «com un districte de la Tròada, que s'estenia al llarg dels Dardanels, al sud-est d'Abidos, i adjacent al territori d'Ílion».

## Tradició mítica
Segons la tradició, havia estat establert al mont Ida per Dàrdan, fill de Zeus, de qui tant la regió com el poble van prendre el nom. Ilos, un dels seus descendents, fundà una ciutat anomenada Ílion, ciutat més coneguda com a Troia. No obstant això, per Diodor de Sicília, Dàrdan va ser el primer nom que va tenir la ciutat de Troia. Dàrdan seria l'ancestre del rei Príam (cinc generacions entre Dàrdan i Príam). Una llegenda diu que el seu origen és en els dàrdans, que haurien vengut d'Europa i s'haurien establert a Mísia. El mític Dàrdan, suposadament vingut de Samotràcia, va trobar el país ocupat pels teucres (amb el seu rei Teucre) i es va casar amb la filla del rei, Batia. El regne es va dividir entre Ílion i Dardània. El seu poble, els dàrdans, apareixen en la Guerra de Troia sota el comandament d'Enees, en aliança amb els troians, acompanyat d'Arquèloc i Acamant, fills d'Antènor, experts en tota casta de lluita. Els noms són sovint intercanviats, especialment pels poetes romans.

## Història
La ciutat de Dàrdan de la tradició mítica, però, devia estar emplaçada en un lloc diferent de la ciutat del mateix nom que esmenten diverses fonts històriques. La primera era situada al mont Ida, mentre que la segona se situava a la zona de la costa del nord de Troia. Aquesta Dàrdan l'esmenta Heròdot com un dels territoris dels Dardanels conquistats pel persa Daurises després de la Revolta Jònica, cap a l'any 498 aC.
Anys més tard formava part de la Lliga de Delos, perquè apareix en els registres de tributs a Atenes entre els anys 451-0 i 429-8 aC, a més d'en el registre d'avaluació de tributs de l'any 425 aC. Tucídides l'esmenta en la part final de la Guerra del Peloponès, l'any 411 aC, en què fou marc d'operacions d'una de les batalles entre la flota espartana i la de la Lliga de Delos, la batalla de Cinossema, en què van vèncer aquests darrers.
Durant la Guerra romanosíria entre els romans i Antíoc III, Dàrdan, igual que les ciutats d'Eleünt i Reti, enviaren ambaixadors per posar les seues ciutats sota la protecció de Roma. Al final de la guerra, en la pau d'Apamea de l'any 188 aC, els romans declararen Dàrdan ciutat lliure.
Estrabó relata que Dàrdan era una antiga fundació que solia ser menystinguda i en determinats moments històrics alguns reis havien traslladat la població a Abidos; altres reis, en canvi, havien tornat a establir població a l'indret on s'havia fundat.
A Dàrdan se signà l'any 85 el Tractat de Dàrdan, que confirmava la pau entre els romans, comandats per Sul·la i Mitridates VI, que posà fi a la Primera Guerra mitridàtica.